# Rafael Subirachs
Rafael Subirachs i Vila (Vic, de Barcelona, 22 de julio de 1948) es un músico, cantante y compositor español en lengua catalana reconocido artísticamente como Rafael Subirachs, vinculado en sus inicios al movimiento de la Nova Cançó y miembro número quince de Els Setze Jutges. 

## Biografía
Desde niño vivió de cerca el mundo de la música, ya que su padre, Rafael Subirachs i Ricard (1902-1977) fue un prestigioso compositor y pedagogo musical, director del cuerpo nacional de Bandas Sinfónicas de España, maestro de capella y director del coro del Orfeó Vigatà. Subirachs entra a formar parte de la Escolanía de Montserrat como soprano solista, donde estudia música. 
En 1967, ingresa como miembro número quince en Els Setze Jutges, grupo de canción popular en defensa de la identidad cultural y la lengua catalana durante la dictadura del general Franco. 
Ese año edita su primer disco de canción en catalán, de título Dona (Concèntric, 1967), con el que gana el Premi Revelació en el III Gran Premi del Disc Català. Después graba su segundo disco El Rodamón (Concèntric, 1967) y pone música al texto de la Declaración Universal de los Derechos del Hombre, estrenada en la fiesta de San Juan de 1967. 
En 1968 obtiene el Premi Sant Jordi de Ràdio Scope (Radio Barcelona) por votación popular y graba el Àlbum Subirachs (Concèntric, 1968), una selección de poemas musicados de Joan Salvat-Papasseit y de Josep Carner. Pero musicando poemas, Subirachs destaca especialmente por la difusión de la obra de Miquel Martí i Pol. 
Subirachs realiza en los siguientes años infinidad de recitales de música popular, participa en los festivales de Galeusca, el Festival Grec de Barcelona, o las Sis Hores de Cançó a Canet de Mar (1975),donde interpreta una personal versión de Els Segadors, himno nacional de Cataluña, con la que obtuvo gran popularidad, difundiendo la versión histórica del romance, Catalunya Comtat Gran que originó el posterior himno Els Segadors. 
Más tarde, en 1978, compone música contemporánea, aproximando el lenguaje de la música tradicional y el de la música clásica. Ese año graba Si com l'infant quan aprèn a parlar (Eurodisc, 1978), ciclo de canciones sobre poesías del siglo XIV. 
En los años ochenta del siglo XX se inicia como compositor sinfónico y dramático compaginando la actividad de concertista de música con la de cantautor e intérprete de música popular, antigua y moderna. 
En 1982 se establece en Barcelona y entre otras actividades relacionadas con la música, desta el disco Cants de la partença, l'absència i el retorn (Picap, 1993), con el que rinde homenaje al poeta Carles Riba, con el que obtiene el premio a la mejor producción discográfica de 1994 en la Festa de l'Espectacle. 
Un año después graba con Maria del Mar Bonet el disco Cants d'Abelone, del poeta Joan Vinyoli y, posteriormente, presenta en un acto solemne en la Abadía de Montserrat la obra Verdaguer. Cançó de la terra, publicada el año 2000, con poemas musicados de Jacinto Verdaguer en conmemoración del 150 aniversario del poeta. 
El 13 de abril de 2007, junto con el resto de componentes de Els Setze Jutges recibió la Medalla de Honor del Parlamento de Cataluña, en reconocimiento por su labor en favor de la cultura y la lengua catalanas durante la dictadura.

## Discografía principal
- Dona (Concèntric, 1967)
- Rodamón (Concèntric, 1967)
- Àlbum Subirachs (Concèntric, 1968)
- Bac de Roda (Ariola, 1977)
- El Comte Arnau (1984)
- La Balanguera (1984)
- Cinc esgrafiats a la mateixa paret (1985)
- Miralls (Picap, 1992)
- Homenatge als germans Lumiere (1995)
- Verdaguer. Cançó de la terra (2000)
- Cants d'Abelone (Picap, 2001), con Maria del Mar Bonet